# Saltens prosteri

Prosterier i Sør-Hålogalands stift. Det gröna området på kartan är Saltens prosteri.

Saltens prosteri (norska: Salten prosti) är ett kontrakt (prosteri, norska: prosti) i Sør-Hålogalands stift inom Norska kyrkan. Kontraktet omfattar kommunerna Beiarn, Fauske, Saltdal, Steigen och Sørfold i Nordland fylke i norra Norge.
Namnet kommer från landskapet Salten, som utöver detta kontrakt även omfattar angränsande Bodø domprosteri.

## Socknar
Saltens prosteri består av tio socknar (norska: sokn eller sogn) inom fem kyrkliga samfälligheter (norska: kirkelige fellesråd), motsvarande kommunerna:

### Beiarns kyrkliga samfällighet
- Beiarns socken

### Fauske kyrkliga samfällighet
- Fauske socken
- Sulitjelma socken
- Valnesfjords socken

### Saltdals kyrkliga samfällighet
- Saltdals socken
- Øvre Saltdals socken

### Steigens kyrkliga samfällighet
- Leirangers socken
- Nordfolds socken
- Steigens socken

### Sørfolds kyrkliga samfällighet
- Sørfolds socken